# エアボーン

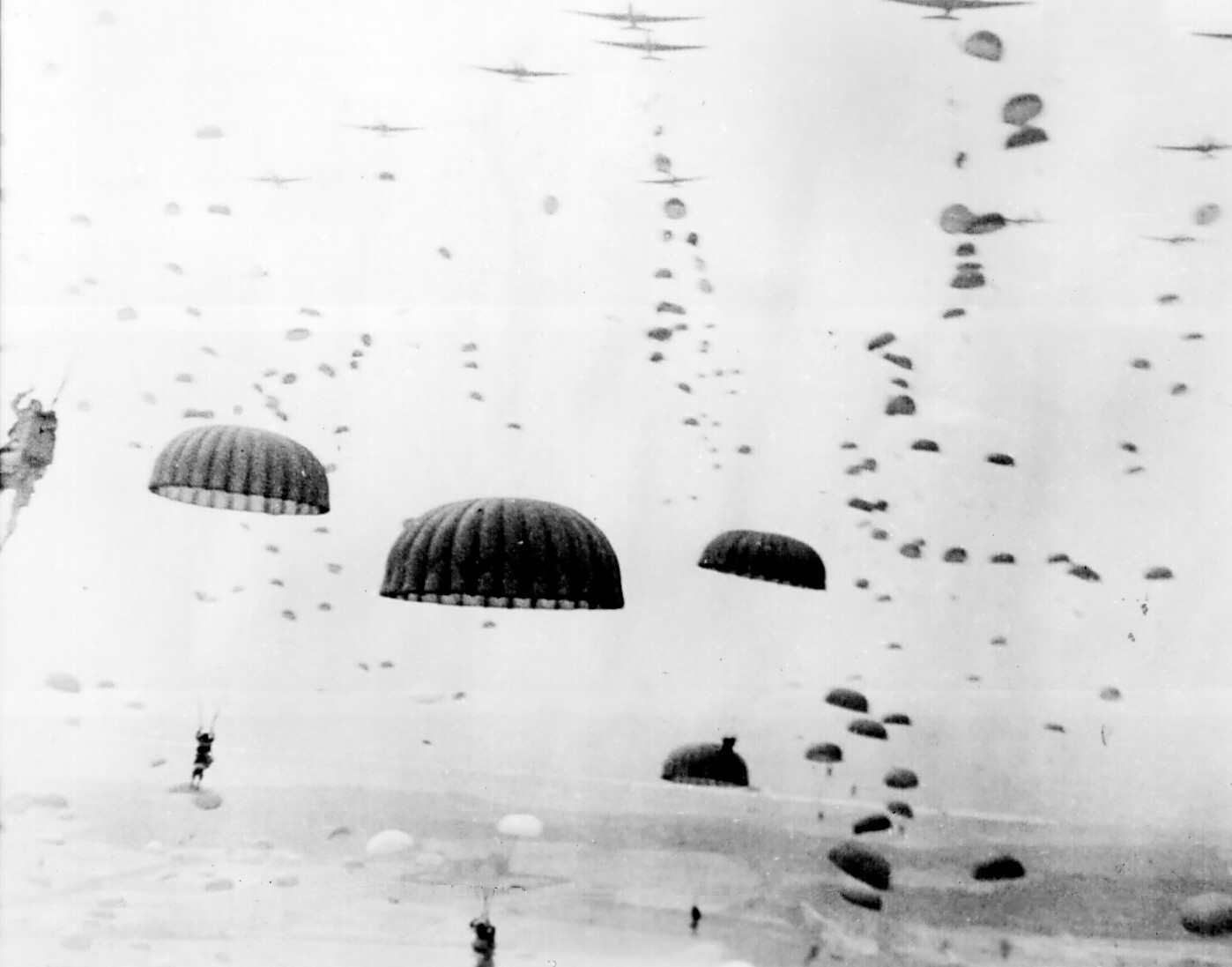
1944年9月、マーケット・ガーデン作戦における空挺降下

エアボーン（英語: airborne operation）は、航空機により部隊を機動・展開させる戦術。輸送機や軍用グライダーを使って直接着陸する方法と、パラシュートによる降・投下による方法がある。またヘリコプターを使用するものはヘリボーンとして区別される。

## 方法

### 降着地帯
エアボーン戦術において、降着地帯 (Drop zone) を選ぶ際には、接近しやすさや位置、障害物の有無が考慮される。空挺部隊を降下させる輸送機が接近しやすいよう、敵の対空兵器を極力避けるとともに、降着地帯そのものはパイロットからはっきりと視認できる必要がある。このため、地形のほか、特に低高度からの降下の場合は、テレビのアンテナや大きな建物などの人工物も考慮される。
降着地帯の位置については任務の指令内容によって決まるが、通常は戦闘の最前線から適度に離れて、敵の間接照準射撃をできるだけ受けない場所に設定される。ごく稀に戦闘地帯に直接降りる場合もあるが、その際には、十分な火力支援によって一帯を制圧しておかねばならない。
降着地帯は、着地の際に空挺兵が負傷したり行動を制限されるような障害物がない場所がよい。地面は平らで、窪地や溝、水路、岩石地域がない場所がよい。また1,000メートル以内に水深1.2メートル以上の河川がなく、できれば高さ11メートル以上の樹木もないことが望ましい。頭上の電線は、事前に空爆や妨害工作で破壊しておくか、少なくとも電気が流れないようにしておかねばならない。

### 空挺降下
空挺部隊の降下に先立って、小規模な部隊が敵地に潜入し、情報収集や、主力部隊による降下を誘導・援助するための活動を行う。これを行うのがパスファインダー部隊で、陸上自衛隊の第1空挺団の場合は団本部中隊の降下誘導小隊がこれにあたる。少人数で隠密潜入を行うという性格上、降下技術としては高高度からの自由降下を採用する場合が多い。装備にも特殊なものがあり、航空機と連絡するための通信機のほか、T字形の表示で航空機の進入場所を示す対空布板や、上空からでも場所を見つけやすくするための発煙筒、上空の風向・風速を確認するためのバルーンとそれを膨らませるための小型ボンベなどがある。
降下誘導部隊の後、空挺部隊の本隊に先駆けて、先遣隊が敵地の後方に空挺降下したのち、地上を徒歩で移動し、防御の要地を占領する場合もある。これに続いて本隊が降下するが、大部隊が降下する場合、降着範囲は1,000－2,000メートルと広範囲に散らばるため、隊員たちは指定された集結場所に向けて移動する。この時点では徒歩での移動が主になるが、順次、別途に投下・降着した車両などの重物料を回収し、戦力を強化していく。

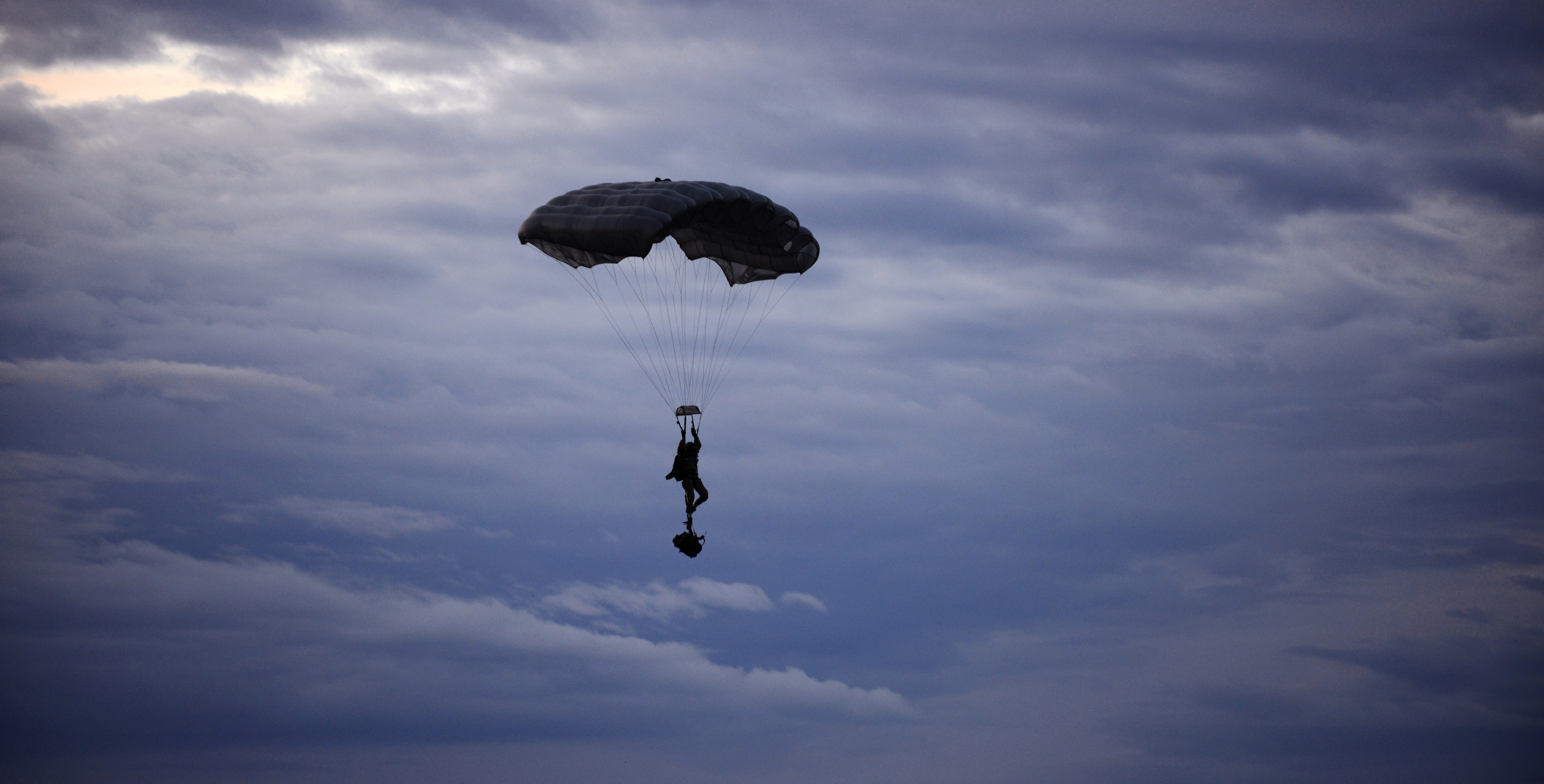
自由降下を行うイギリス陸軍パスファインダー小隊
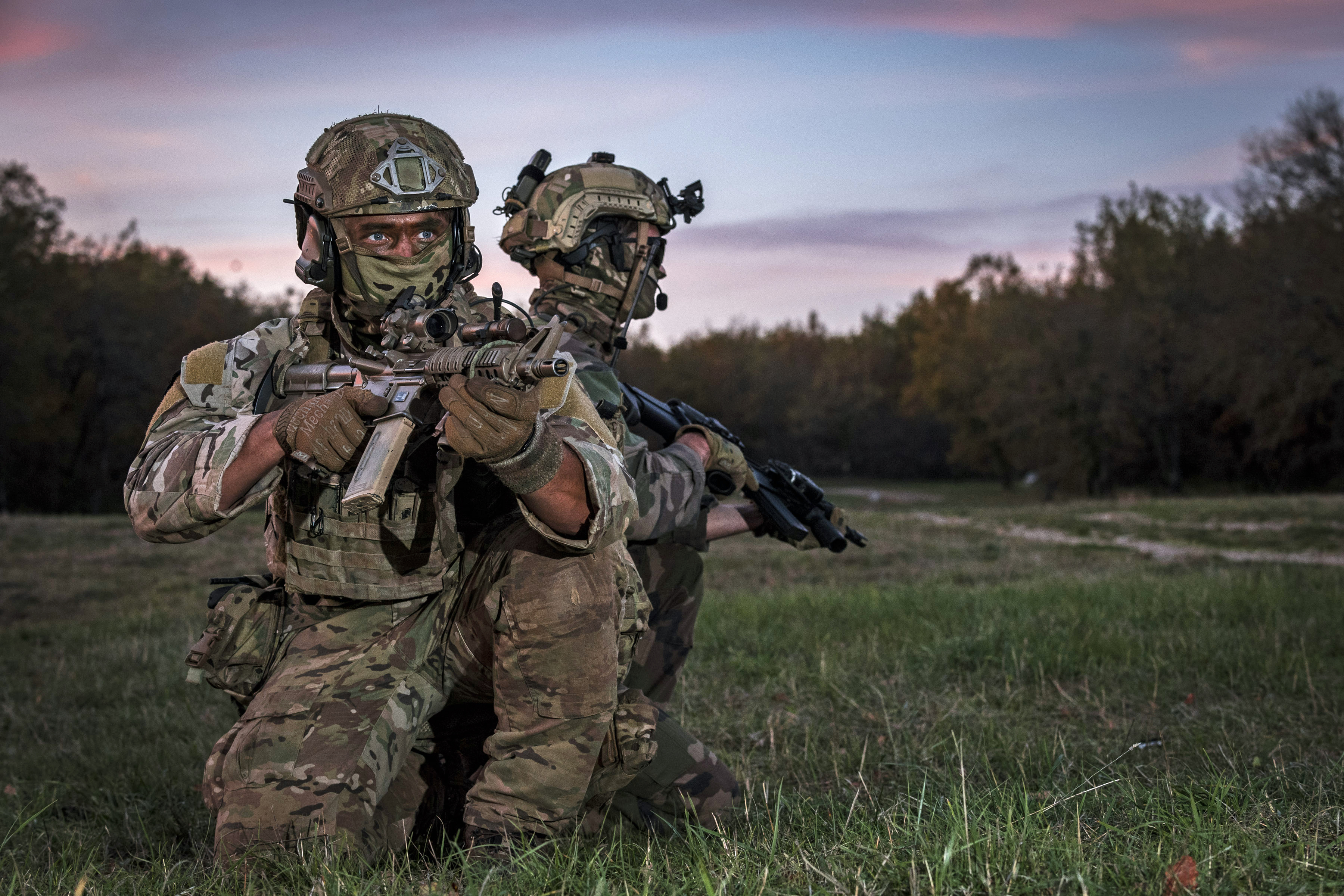
降着地帯を確保したパスファインダー小隊
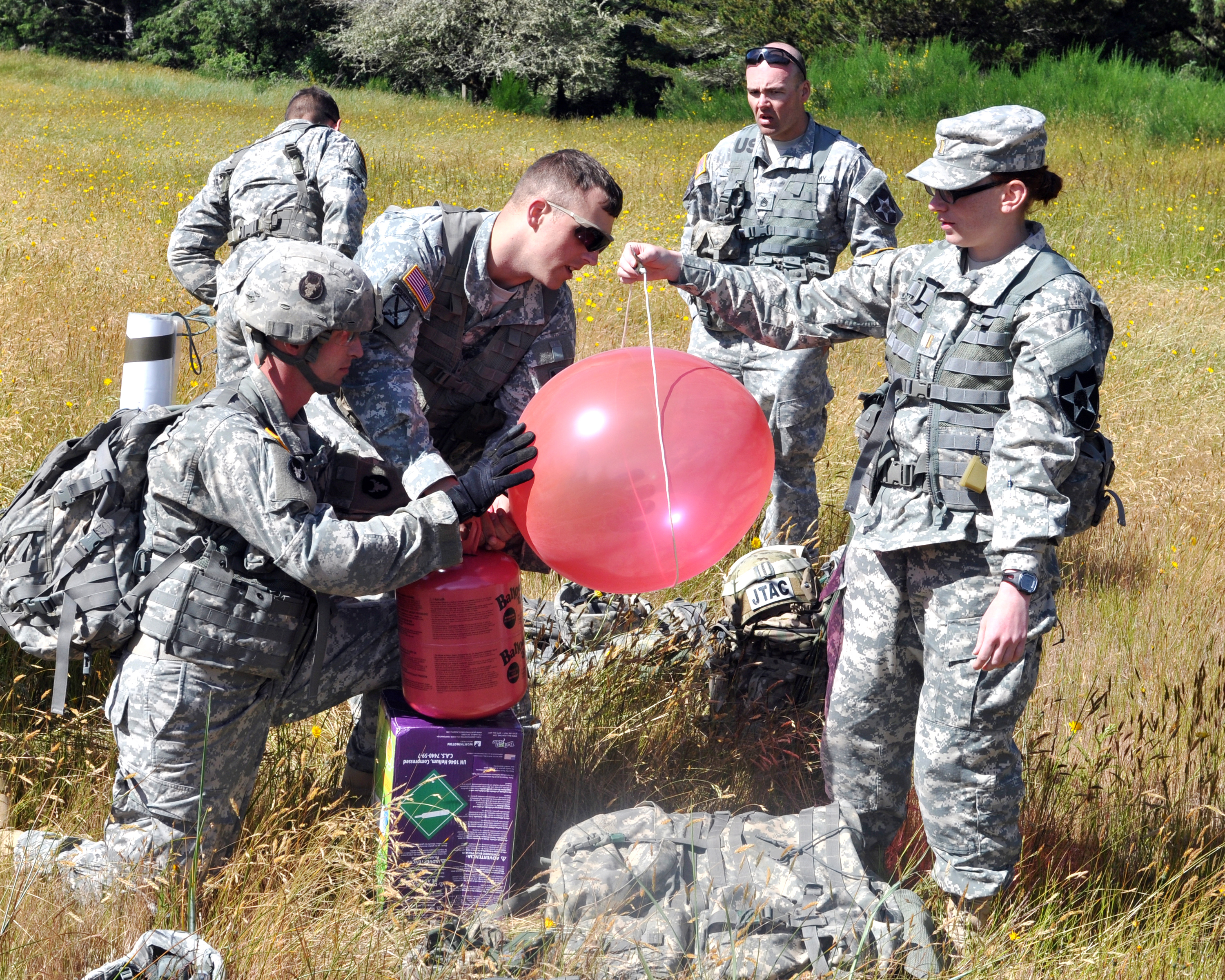
上空の状態確認用のバルーンの準備
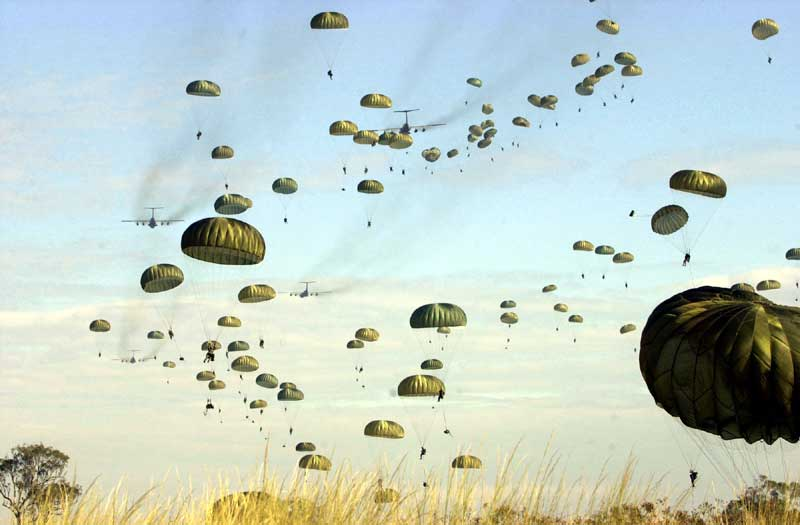
演習において大規模降下を行うアメリカ陸軍部隊

### 強行着陸

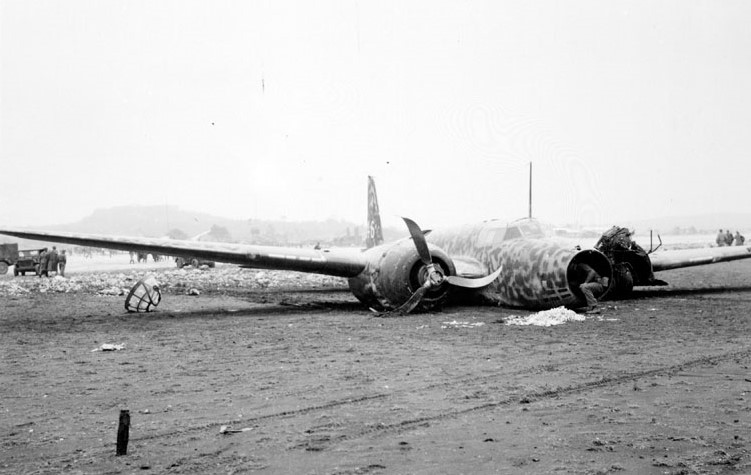
沖縄戦において読谷飛行場に強行着陸した義烈空挺隊の九十七式重爆撃機

第二次世界大戦の時点では、パラシュートによって投下できる兵器は機関銃や軽迫撃砲程度が限度であり、野砲や対戦車砲などの重装備を使用するためには、軍用グライダーや、あるいは輸送機を強行着陸させて持ち込む必要があった。このような着地方法を採用すれば、重装備を持ち込める他にも、パラシュートによる戦闘降下で生じる降下・着地の際の危険や部隊の分散といった問題をある程度回避できるというメリットもあった。例えば1940年にドイツ国防軍がヴェーザー演習作戦を行った際には、スタヴァンゲルではパラシュート降下した部隊、オスロでは強行着陸した部隊によって飛行場を確保したのち、輸送機によって後続部隊を空輸した。また、その翌月、ベルギーの戦いの開戦劈頭に行われたエバン・エマール要塞の戦いでは、グライダーを要塞上に着陸させて部隊を投入するという作戦も行われた。
しかしグライダー部隊は、1機でも撃墜されると大きな損失となり、パラシュート部隊よりはまとまって降着できるとはいってもある程度の分散は避けられない上に、多数のグライダーを着陸させるためには広く平坦な土地が必要であるという制約がある。またグライダー自体が動力を持たないため、曳航機から切り離されて滑空に入ると機動性が乏しく、しかも機体は使い捨てとなるため不経済でもある。このような問題のため、グライダーを使っての空挺作戦は第二次世界大戦のみで終了し、大戦後にはグライダーにエンジンを装着したような強行着陸機が用いられるようになった。
その後、重量物の投下技術が発達すると、グライダーや輸送機を着陸させずとも重装備を投入できるようになった。またヘリコプターの発達によってヘリボーン戦術が実用化されると、兵力の分散や機体の使い捨てなどといった問題も解消された。しかし現在の戦術輸送機の多くは、必要であれば強行着陸機として使うことも可能な設計となっている。1976年にイスラエル国防軍がエンテベ空港奇襲作戦を行った際には、C-130輸送機を隠密・強行着陸させて、特殊部隊とともに装甲車、そしてテロリストに庇護を与えていたアミン大統領の専用車と同じ色に塗装したメルセデス・ベンツ600を降ろして、人質救出作戦を展開した。

### 物料投下
大戦後まもなく大型パラシュートとプラットフォームによる重物料投下方法が開発され、アメリカ空軍においては、1948年のフェアチャイルド C-119の実用化とともに重物料投下が可能となった。
重物料の投下方法は、コンテナを用いるものとプラットホームを用いるものの2種類に大別される。コンテナを用いた投下（Container Delivery System, CDS）は、弾薬や燃料、糧食などの補給品や、比較的軽量小型の装備品に対して用いられる。一方、プラットホームを用いた投下（Platform Delivery System, PDS）は、車両や火砲に対して用いられる。これらのための器材は、陸上自衛隊では重物料投下器材として装備化されている。

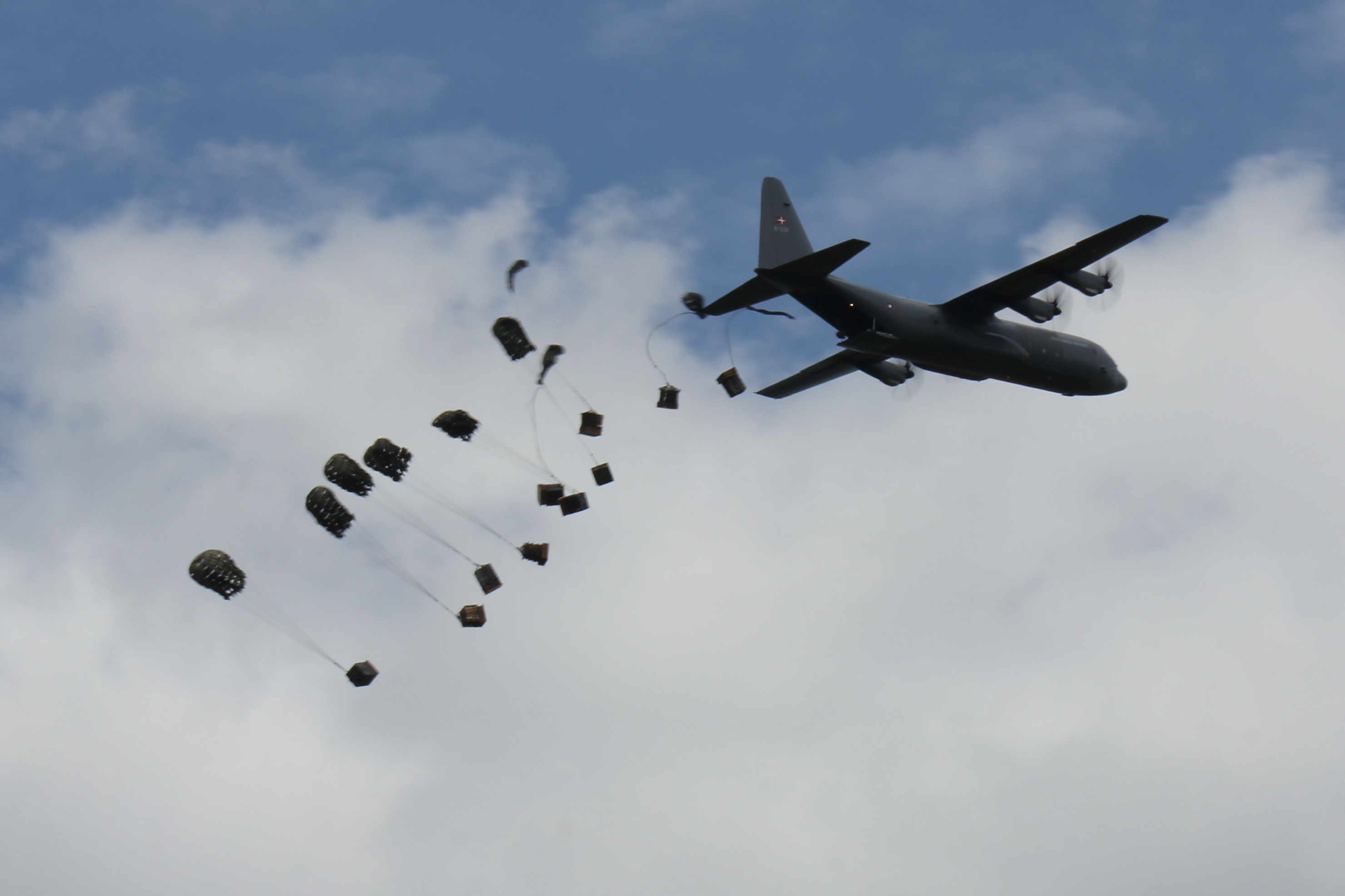
連続投下されるコンテナ
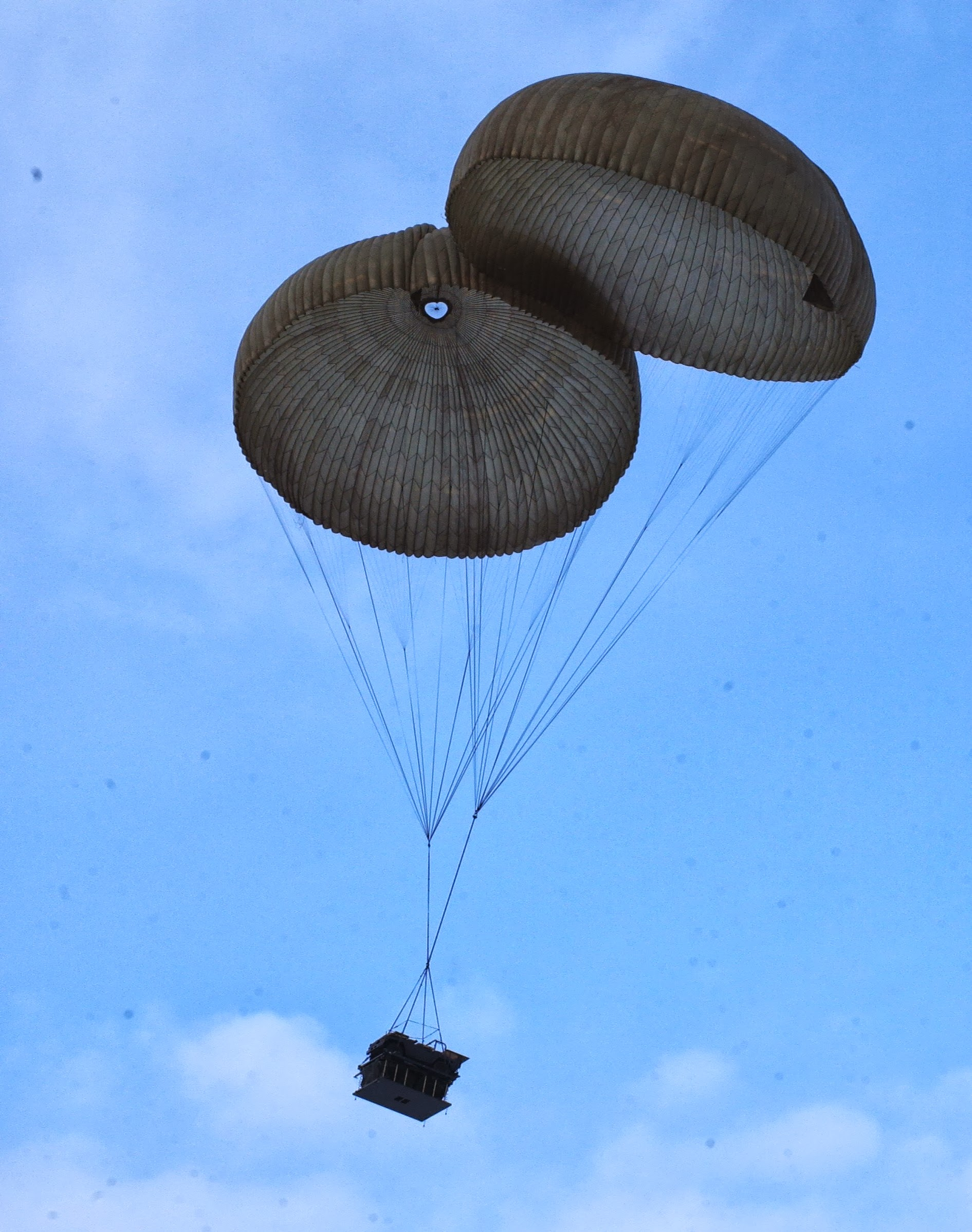
重物料投下器材で降下中の1/2tトラック

## 歴史

### 黎明期
航空機により部隊を高速移動させるという構想は、ある程度現実的なものとしては1910年代から存在していた。パラシュートは、飛行機からの脱出方法として実用化されていたが、これを兵員輸送手段としても利用することが考えられた。例えば、第一次世界大戦中の1917年には、イギリスのウィンストン・チャーチルが、塹壕戦の膠着状態を打開する手段として、敵陣後方へのパラシュート降下の研究を指示していた。
実戦でパラシュート降下による兵員輸送が最初に実施されたのは、1916年10月のことである。ドイツ軍の中尉と特務曹長がパラシュートを使い、鉄道破壊の任務で潜入作戦を成功させた。より明確な戦略的意義を帯びたものとしては、フランスのエブラール空軍少佐が部下1名とともに行った空挺侵入と、物資の空中投下による継続的な後方撹乱作戦が挙げられる。第一次大戦末期には、アメリカ陸軍航空隊のルイス・H・ブレリートン少佐とウィリアム・ミッチェル准将らが、第1歩兵師団の一部をメスの敵陣後方へとパラシュート降下させる計画を提案した。ミッチェルらは1919年2月の実行を計画したが、そのような投機的な作戦を実施する必要がある戦況ではなくなり、中止された。
ソビエト連邦にはナップサックパラシュートの先駆者グレープ・コテルニコフがいたほか、赤軍（後のソビエト連邦軍）も建軍されて間がない若い軍隊だったこともあってか、世界で最初に本格的な空挺部隊を編成することとなった。ソ連は1927年の冬季大演習で8人の工兵を空挺降下させ、その破壊工作が成功と判定されたことをきっかけに本格的なエアボーンの研究を始めた。ソ連は、全土にパラシュートクラブを創設してパラシュート熟練者を集め、有事の空挺兵資源の養成を図った。1931年に現在のロシア空挺軍の起源となる最初の空挺部隊を創設し、1935年には既に師団級の兵力を有するに至っていた。
1935年9月にはキエフで数百人規模の空挺部隊の降下演習を行い、翌年にはミンスク付近で火砲18門や自動車を伴う1,200人による空挺演習を成功させた。この演習は、アーチボルド・ウェーヴェルら各国の駐在武官も見学しており、驚く者が多かったが、実際に空挺部隊の創設に動き出した国は一部であった。しかし秘密裡にソ連の援助下で再軍備を進めていたナチス・ドイツは、早くからソ連の空挺部隊に着目しており、1935年には自らも空挺部隊（降下猟兵部隊）の編成に着手した。

### 第二次世界大戦時

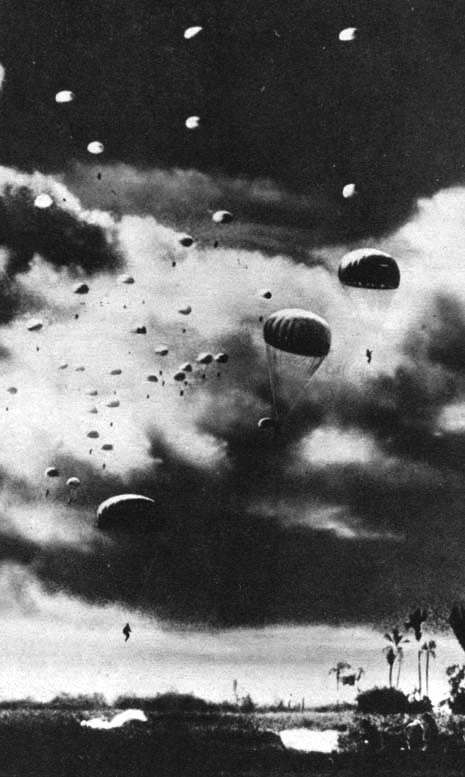
パレンバン空挺作戦における空挺降下（陸軍落下傘部隊）

第二次世界大戦においては、1940年4月、ドイツ国防軍がデンマーク占領のためにオールボグルへ降下したのが最初の空挺作戦である。同年5月、ベルギーのエバン・エマール要塞攻略の際にもおよそ70人の空挺部隊が用いられ、ドイツ軍はグライダーで要塞上に降下した。この戦いでベルギーの守備隊1,200人が不意打ちに合い、ドイツに降伏した。ドイツ軍空挺部隊は1941年に行われたクレタ島の戦いにおいて島を占領する戦果を挙げたが、兵士と輸送機の損害が非常に大きかったため、これ以降は大規模な空挺作戦は行われなかった。しかし、初期のドイツ軍エアボーン作戦の成功は、各国に衝撃を与えた。
日本軍によるものでは、1942年（昭和17年）1月に海軍落下傘部隊によるセレベス島メナドへの、同年2月の陸軍落下傘部隊（挺進部隊）によるパレンバンへの降下作戦（パレンバン空挺作戦）などがある。特に太平洋戦争の最重要攻略目標であるパレンバン油田および飛行場を瞬く間に制圧した陸軍落下傘部隊の活躍は目覚しく、作戦に参加した兵員は後に「空の神兵」と呼ばれた。
連合国においても、アメリカ陸軍は1939年、またイギリス陸軍も1940年には空挺部隊の整備に着手していた。このうち、イギリス軍では1941年2月にイタリアで行った給水施設の襲撃作戦 (Operation Colossus) を端緒として、早くからコマンド部隊（ブリティッシュ・コマンドス）によるエアボーン戦術を展開しており、のちにこれらを母体として2個空挺師団が編成された。また1944年のビルマの戦いでは、日本軍のインパール作戦と入れ違いになるかたちで、ウィンゲートが指揮するチンディット部隊がグライダーを活用して後方への侵入作戦を展開した。
アメリカ陸軍においては、1942年8月には「オール・アメリカン」こと第82空挺師団と、「スクリーミング・イーグルス」こと第101空挺師団の2つの空挺師団が編成された。1943年のシチリア島上陸作戦のほか、ノルマンディー上陸作戦、マーケット・ガーデン作戦で用いられている。特にマーケット・ガーデン作戦では、延べ2,435機の輸送機と867機のグライダーを使って、最初の24時間で約17,000名をエアボーン展開するという大規模な作戦であった。
一方、空挺部隊生みの親である赤軍は、独ソ戦勃発直前には6個空挺旅団に加えて落下傘降下の訓練を受けた要員を数十万人擁していたにもかかわらず、緒戦の防勢作戦において通常の地上部隊として投入されて損耗したことと輸送機の不足もあって、大規模な作戦を実施するには至らなかった。1942年のモスクワの戦いおよび1943年9月のドニエプル川の戦いにおいて、それぞれ師団規模の部隊を投入しての空挺降下を行い、一定の成果は挙げている。
なお、きわめて特異なエアボーンの例として、1942年2月末にソ連軍が行ったパラシュート無しでの降下作戦がある。現在のカルーガ州ユーフノフ西方のドイツ軍補給路付近に、超低空飛行中の輸送機から約1,000名のソ連兵が飛び降りた。積雪による安全な着地を期待したものであるが、約半数が負傷し、ドイツ軍の反撃も受けて失敗に終わった。

### 第二次世界大戦後
朝鮮戦争において、1950年9月末以降、アメリカ軍は総司令部直轄として第187空挺連隊戦闘団を金浦飛行場に控置しており、10月20日の粛川・順川の戦いにおいて、戦闘団全力でエアボーンを行った。これは、運用形態は在来型の典型的なものであったが、初めて重物料投下が行われた作戦であった。兵員約4,000名、105ミリ榴弾砲12門、ジープ39両、3⁄4トントラック38両、90ミリ高射砲4門、弾薬・燃料など600トンが投下された。
第一次インドシナ戦争において、フランス軍は3回の空挺作戦を行った。うち2回（1952年11月のフードン作戦と1953年7月のランソン作戦）はベトミン軍の物資集積所に対する襲撃作戦であり、成功を収めている。3回目のカストール作戦は、ディエンビエンフー市を占領してベトミン正規軍主力を誘引・撃滅することを目的とした大規模作戦であったが、ベトミン軍が予想を超える砲兵火力を投入したのに対し、フランス側は空輸による補給や近接航空支援が思ったように効果を発揮せず、フランス側の敗北に終わった。この敗北は、戦争自体の帰趨を決するものでもあった。
フランスと入れ替わるようにアメリカの介入が本格化したが、このベトナム戦争ではヘリボーン戦術が多用された一方、エアボーン戦術は、特殊作戦の一環としての小規模なものを除くと、1967年2月から5月にかけてのジャンクションシティー作戦 (Operation Junction City) で行われたのみであった。これはカンボジア国境に近いタイニン省にある南ベトナム解放民族戦線およびベトナム人民軍の基地に対する攻撃作戦で、地上部隊と連携するとともに、ヘリボーン戦術も合わせて行われたが、散乱した落下傘がローターの風を受けて舞い上がり、ヘリコプターの着陸を妨げる一幕もあった。
一方、1956年の第二次中東戦争では、イスラエル陸軍がミトラ峠付近に、またイギリス陸軍・フランス陸軍がポートサイド付近にエアボーン展開した。またこれと連携して、イギリス海兵隊も水陸両用作戦を行っていたが、この際に一部がヘリボーン展開しており、水陸両用作戦にヘリボーン戦術を組み込んだ初の実践例となった。
1983年のグレナダ侵攻の際には、10月25日早朝にアメリカ陸軍第75レンジャー連隊第1大隊がポイント・サリンス国際空港に空挺降下して確保した上で、第82空挺師団第2旅団が空輸展開した。この際、同旅団は空挺降下こそ行わなかったものの、前日（10月24日）21時に緊急出動の下令を受けたのち、所定の作戦規定 (SOP) に従って整然と準備が進められ、25日8時に最初の輸送機がポープ空軍基地を離陸、10時にポイント・サリンス空港に着陸しており、緊急展開部隊としての真価を遺憾なく発揮した。
またその6年後、1989年のパナマ侵攻作戦（Operation Just Cause）では、第82空挺師団がトクメン・トリホス空港において旅団規模での大規模なパラシュート降下作戦を実施した。この作戦で降下した第1旅団は、第1/504歩兵大隊、第2/504歩兵大隊、第4/325歩兵大隊、第3/319砲兵大隊A中隊、第3/73機甲大隊C中隊、第307工兵大隊A中隊、第782整備大隊A中隊、第307医務大隊B中隊、第407補給大隊A中隊、第313軍事情報大隊A中隊（第1旅団担当先遣偵察中隊）の各部隊で構成、同旅団戦闘団の降下には51機の輸送機（31機が物料投下用）が使用され、2179名の兵員、74両のハンヴィー汎用車両、10両のM551空挺戦車が降下した大規模な空挺作戦であった。
アメリカのアフガニスタン侵攻において、アメリカのレンジャー部隊が半ば広報目的で夜間降下作戦を行っている。イラク戦争ではアメリカ第173空挺旅団がイラク北部のバシュール飛行場に対する空挺降下 (Operation Northern Delay) を実施している。

## その他の意味・用法
英語のairborneは1600年代の使用が確認できる一般的な形容詞「空中に運び上げられた」が語源(air+borne)であり、この語は本項の空挺やヘリボーン、落下傘を使わずに空輸すること以外にも、ウイルスなどの病原体、花粉や種などが空気媒介伝播する事など空中を移動する事を含む語である（エアロゾルも参照）。
また、航空機が離陸した状態のことや、転じて離陸タイミング、離陸した瞬間を指す場合もある。
モータースポーツの世界では、車両が浮上するクラッシュを指す。これは、後方車が前方車のタイヤに乗り上げたり、車体下部に突然多くの空気が流れこむことで起こるものである。